# ليزلي آن باورز
ليزلي آن باورز (بالإنجليزية: Leslie Ann Powers)‏ هي ممثلة أمريكية، ولدت في 12 سبتمبر 1971 في واشنطن العاصمة في الولايات المتحدة.

## وصلات خارجية
- ليزلي آن باورز على موقع IMDb (الإنجليزية)